# Helvetia (Zug)
Helvetia war der Name eines internationalen Fernzuges, der Hamburg und Frankfurt/Main mit Zürich verband. Der Begriff „Helvetia“ steht für den lateinischen Namen der Schweiz. Der Zug lief anfangs unter der Zuggattung Fernschnellzug (F), ab 1957 als Trans-Europ-Express (TEE), ab 1979 als Intercity (IC) und zuletzt als InterCityExpress (ICE).

## Fernzugeinsatz
Schon 1952 plante die Deutsche Bundesbahn (DB) eine Triebwagen-Schnellverbindung zwischen Frankfurt/Main und Zürich einzurichten. Jedoch verhinderte der damalige Triebwagenmangel die Verwirklichung zu diesem Zeitpunkt. Als Ersatz gab es eine Triebwagen-Verbindung Frankfurt/Main – Stuttgart – München als Ft 29/30. Der Verkehr in die Schweiz wurde mit einem lokbespannten Zug als F 77/78 gefahren, der Frankfurt/Main mit Basel SBB verband. Weitere Halte waren Basel Badischer Bahnhof, Freiburg im Breisgau, Offenburg, Karlsruhe, Mannheim-Friedrichsfeld (Lokwechsel) und Darmstadt. Morgens wurde in Basel gestartet, abends erfolgte die Rückfahrt.
Im Sommer 1953 waren genügend neue Dieseltriebwagen der Baureihe VT 08 vorhanden, so dass die neue Verbindung auf diesen Triebzug umgestellt werden konnte. Gleichzeitig wurde der Zuglauf nach Zürich ausgedehnt. Bereits zum Winterfahrplan 1953/54 wurde der Ferntriebzug von Frankfurt über Kassel, Hannover, Hamburg Hbf nach Hamburg-Altona geführt. Mit einer Fahrzeit von nur 12 Stunden für die 959 Kilometer lange Gesamtstrecke war der Zug bei Reisenden äußerst beliebt. Bereits zum Sommerfahrplan 1954 wurde der Lauf über die Main-Weser-Bahn nach Kassel aufgegeben und der schnellere Weg über Fulda und Bebra eingeschlagen. Ebenso entfiel der Halt in Offenburg. 1955 wurde zwischen Frankfurt und Mannheim die ebenfalls schnellere Riedbahn benutzt und somit der Halt in Darmstadt aufgegeben.

## TEE-Einsatz
Der Helvetia gehörte zu den ersten Zügen, die in das 1957 eingerichtete TEE-Netz integriert wurden. Obwohl dies bereits zum Sommerfahrplan 1957 geschah, wurde weiterhin mit Triebwagen der Baureihe VT 08 gefahren. Teilweise wurden die Züge mit Vorkriegs-Triebwagen der Bauart Hamburg im Verband geführt. Erst im Oktober konnte der Zuglauf auf die neuen Dieseltriebzüge der Baureihe VT 11.5 umgestellt werden. Damit konnte der „Helvetia“ nun mit einer Höchstgeschwindigkeit von 140 km/h gefahren werden. Der Zug gehörte zu den schnellsten der Deutschen Bundesbahn überhaupt und war oft ausgebucht.
Nach dem großen Erfolg der Fernzüge Rheingold und Rheinpfeil wurde ab 1965 der Helvetia ebenfalls auf einen Wagenzug mit Lokbespannung umgestellt. Dafür kamen neue Wagen der Rheingold-Bauart mit kleineren Modifizierungen wie dem Steildach zum Einsatz. Typisch für diesen Zug waren einstöckige Neubau-Speisewagen der Bauart WRümh-64 (später WRmz132) und Barwagen der Bauart ARDümh-64 (später 105). Statt des Kobalt-Blau-Beige des Rheingold wurden die neuen Wagen im TEE-Farbschema Rot-Beige (RAL 3004 und 1001) gestrichen.
Zwischen Hamburg und Zürich wurde der Zugstamm aus zwei Avmh später Avmz, einem Apmh (später Apmz) sowie dem Speise- und dem Barwagen gebildet. Zwei weitere Avmh und bei Bedarf bis zu zwei Apmh waren zwischen Hamburg und Basel zusätzlich dem Zug beigestellt. Als Zuglok kamen auf dem DB-Abschnitt neue E-Loks der Baureihe E 10, zum Einsatz, die TEE-Lok E 10.12, die spätere 112 war nur im Abschnitt Mannheim – Frankfurt vor TEE 78 vertreten. Erst 1968 kamen diese Lokomotiven generell vor dem Helvetia zum Einsatz, seine Höchstgeschwindigkeit wurde gleichzeitig auf 160 km/h angehoben.
Ab 1967 gab es Kurswagen Zürich – Amsterdam, die in Mannheim auf den TEE Rembrandt von München nach Amsterdam übergingen.
Bereits 1971 übernahmen die neuen Schnellfahrlokomotiven der Baureihe 103 die Bespannung des Zuges. Der Kurswagen nach Amsterdam entfiel gleichzeitig.
Im Winterfahrplan 1971/72 fuhren:
| TEE 73 | Bahnhof                 | km  | TEE 72 |
| ------ | ----------------------- | --- | ------ |
| 13:39  | Hamburg-Altona          | 0   | 16:19  |
| 13:46  | Hamburg Dammtor         | 5   | 16:11  |
| 13:55  | Hamburg Hbf             | 7   | 16:04  |
| 15:22  | Hannover Hbf            | 185 | 14:40  |
| 16:13  | Göttingen               | 293 | 13:45  |
| 18:32  | Frankfurt (Main) Hbf    | 534 | 11:33  |
| 19:23  | Mannheim Hbf            | 615 | 10:34  |
| 19:53  | Karlsruhe Hbf           | 676 | 10:06  |
| 20:26  | Offenburg               | 750 | 09:33  |
| 20:53  | Freiburg (Breisgau) Hbf | 811 | 09:04  |
| 21:27  | Basel Badischer Bahnhof | 873 | 08:30  |
| 21:41  | Basel SBB               | 878 | 08:24  |
| 22:43  | Zürich HB               | 966 | 07:00  |

## IC-Einsatz
Das neue Intercity-Netz der DB vom Herbst 1971 mit seinem Zwei-Stunden-Takt blieb auf den TEE Helvetia vorerst ohne Auswirkung. Er wurde in das Fahrplankonzept der IC-Linie 3 (Hamburg–Frankfurt–Basel) integriert.
Erst 1979 mit der Einführung des zweiklassigen „InterCity '79“-Netzes wurde der Zug in den zweiklassigen IC 178/179 umgewandelt. Er verkehrte nunmehr von und nach Westerland (Sylt), wobei er zwischen Hamburg und Westerland als Schnellzug eingestuft war. Gleichzeitig führte er einen Kurswagen zweiter Klasse Westerland – Saarbrücken. Zwischen Sylt und Frankfurt führte der Zug sogar einen Wagen der Gattung ABm 225, einmalig für einen Intercity.
Mit der Inbetriebnahme des neuen Intercity-Express-Systems wurde der Helvetia 1991 kurzzeitig eingestellt.

## ICE-Einsatz
Bereits im Jahr 1992 ließ die DB den Helvetia jedoch wieder aufleben. Er verkehrte von nun an mit einer ICE-Garnitur zwischen Hamburg und Zürich, als ICE 70/71. Dafür wurden eigens einige ICE-Triebköpfe mit schweizerischen Stromabnehmern und Zugsicherungen ausgerüstet.
Mit der Abschaffung der ICE-Zugnamen 2002 verlor auch der Helvetia diesen. Er verkehrt seither als namenloser ICE 70/71 zwischen Hamburg-Altona und Basel SBB, später bis Chur verlängert.

## Unfall
Der TEE Helvetia war am 12. August 1965 in einen schweren Unfall verwickelt, als er im Bahnhof Lampertheim mit dem nicht profilfrei stehenden letzten Wagens eines Güterzuges zusammenstieß und entgleiste. Vier Menschen starben, zahlreiche wurden verletzt.